# 大拉貢 (加利福尼亞州)
大潟湖（英語：Big Lagoon）是位於美國加利福尼亞州洪堡縣的一個人口普查指定地區。

## 地理
大潟湖的座標為40°09′37″N 124°08′01″W / 40.16028°N 124.13361°W，而該地最高點為海拔高度17米（即56英尺）。

## 人口
根據2010年美國人口普查的數據，大潟湖的面積為1.55平方千米，當中陸地面積為1.55平方千米，而水域面積為0.00平方千米。當地共有人口1707人，而人口密度為每平方千米1,101人。